# リン中毒性顎骨壊死

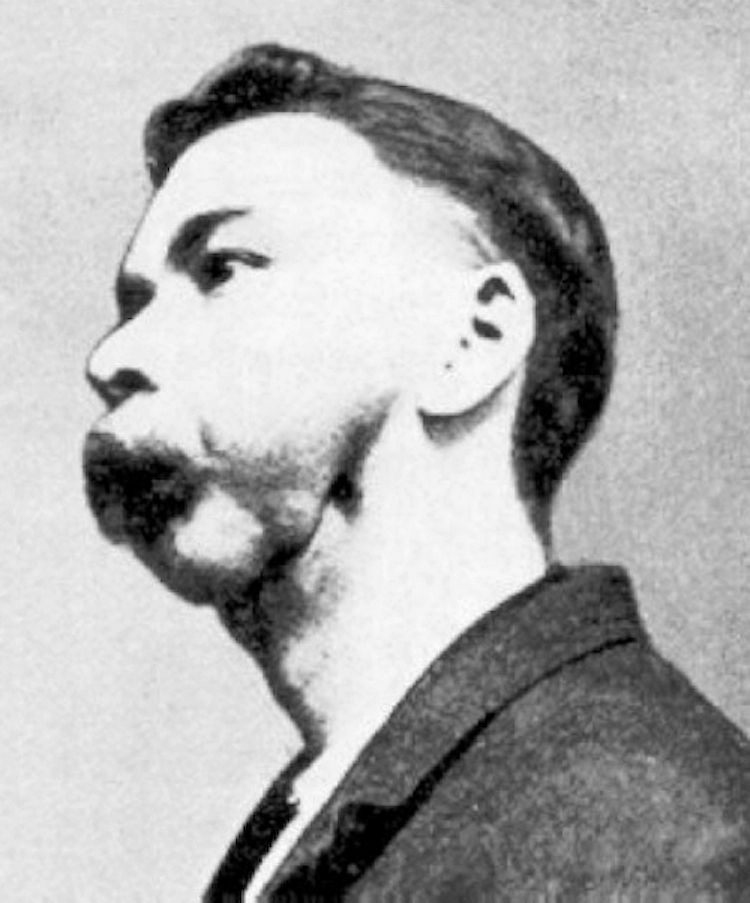
リン中毒性顎骨壊死を発症したマッチ工場の工員

リン中毒性顎骨壊死（英語: Phosphorus necrosis of the jaw、英語俗称：Phossy jaw）は、適切な防護措置のない白リン（たいていは不純物を含んだ黄リン）への習慣的曝露により生ずる顎骨の壊死病変である。白リン顎、リン性壊死などともいう。19世紀から20世紀初頭にかけて、マッチ工場の労働者によく見られた職業病であった。マッチに用いる白リンの蒸気が原因であり、現在は労働安全衛生に関する法規により病因となる労働環境を排除する取り組みがなされている。日本では労働安全衛生法、毒物及び劇物取締法により黄リンマッチ（海外では白リンマッチ〔 White phosphorus match 〕と言うのが一般的だが、日本では法規上 黄リンマッチと称しているので、本項では以降も原則として黄リンマッチで統一する）の製造や使用が禁止されている。

## 症状
リン中毒性顎骨壊死の症状は、強い歯痛と歯肉の腫れから始まる。この痛みは「持続的かつ進行性で、...隣接する歯と顎骨に広がる」。進行すると膿を生ずるようになり、瘻孔を形成したり歯が抜け落ちたりし、さらには再発性膿瘍が口腔粘膜を貫通するまでになる。さらに進行すると、3か月ほどで腐骨ができ始め、6か月の内に顎骨が壊死に至る。リン中毒性顎骨壊死の際立った特徴は、多孔性で軽量になった腐骨を生ずることである。上顎よりも下顎に病変が現れるのが一般的である。病変のある骨は暗闇の中で緑がかった白色に光るようになる。脳にも影響が及び、慢性症例では発作を引き起こすこともある。

## 治療
リン中毒性顎骨壊死は極めて強い痛みや壊死しかけた腐骨からの悪臭を放つ分泌物が患者を大いに苦しめる。治療は、局所抗菌薬の使用や腐骨の保存的デブリードマンおよび手術による。放置すれば臓器不全による死に繋がるが、病変のある顎骨を外科的に除去することで救命できる。しかし、顎骨を除去することは患者の食事能力に深刻な影響を及ぼす（端的には食物を咀嚼できなくなる）ため、栄養失調などの健康上の懸念にも繋がる。

## 画像診断
臨床像として最初に歯と顎の痛み、膿瘍などが現れる。臨床像に変化があれば、X線撮影により顎骨の変化を確認することができる。腐骨は多孔質で軽く、黄色から茶色に変色しているため、X線撮影では軽石に似た虫食い状の像として映り、 骨粗鬆症で脱灰した骨のように見える。壊死した骨と周囲の骨は、X線撮影で明確に分かれているように映る。

## 歴史

### 発見
リン中毒性顎骨壊死の最初の症例は、1839年にウィーンの医師ロリンザーが報告したもので、患者は5年間にわたってウィーンのマッチ工場でリンの蒸気にさらされていた女性工員であった。ロリンザーはこの症例を Phosphorimus chronicus と命名した。1844年、ロリンザーは22例のリン中毒性顎骨壊死を報告し、マッチに使う黄リンの毒性が原因であることを突き止めた。

### 国際法・国内法の制定

#### ヨーロッパ
世界で初めて黄リンマッチの製造、使用、販売を完全に禁止したのは、当時ロシア帝国の一部であったフィンランド大公国であり、1874年にはデンマーク、1897年にフランスが続いた。イギリスでは1910年1月1日に黄リンマッチの規制が発効した。1906年にスイスのベルンで開催された国際労働立法協会の会合で、黄リンマッチの製造、輸入、販売を禁止することを取り決めたベルヌ条約が締結された。ベルヌ条約にはフィンランド、デンマーク、フランス、スイス、ルクセンブルグ、イタリア、オランダ、ドイツが署名し、これは歴史上初めて労働安全衛生の観点から工業製品を禁止しようとする試みであったと考えられている。

#### アメリカ
アメリカでは米国労働立法協会がリン中毒性顎骨壊死の存在を公表した。その事務局長であったジョン・B・アンドリュースは1909年からこの病気の調査を開始し、100件以上の症例を発見した。その報告書は労働立法協会の会報に掲載された。1912年4月9日には1912年白リンマッチ法（White Phosphorus Match Act of 1912）にウィリアム・タフト大統領が署名し、黄リンを使用した製造業者は内国歳入庁の地区徴税官への登録制となった。製造業者には定期的に出荷数と返品数をまとめて提出することが求められ、マッチ100本あたり2セントの税金が課された。また、製造業者はマッチ箱に収入印紙を貼ることとされた。

#### アジア
ロシアは1892年に黄リンマッチに重税を課し、1905年にはさらに2倍に引き上げた。これによって1906年までに黄リンマッチの生産は50分の1にまで減少した。インドと日本は1919年に黄リンマッチの使用を禁止し、中国は1925年にマッチ生産への黄リンの使用を禁止した。日本での製造・販売・輸入は1921年制定の黄燐燐寸製造禁止法により禁止されたが、これはベルヌ条約を受けて国際労働機関が加盟国に同条約の批准を勧告したことに対応して国内立法したもので、日本がベルヌ条約を批准したのは1926年のことである。
黄リンは、1840年代から1910年代までほとんどのマッチで使われていた。リン中毒性顎骨壊死に対する懸念は、1888年にロンドンでマッチ製造に従事する少女が起こしたストライキの一因ともなった。このストライキは黄リンの使用廃止には繋がらなかったが、これを受けてウィリアム・ブースと救世軍は1891年に赤リンを使用するマッチの製造工場を開設した。救世軍は地元の小売業者との間で赤リンマッチのみを販売するキャンペーンを張った。
その後、1906年のベルヌ条約によって黄リンの使用禁止が約束され、締約国が国内法を制定・施行するに至ってようやく産業用途での黄リンの使用が中止された。日本では労働安全衛生法第55条による製造等禁止物質に指定されている。

## 作用機序
法医学的な証拠により、人体の自然な代謝により黄リンが強力なアミノビスホスホネートに変換されることが示唆されている。リジンなどのアミノ酸と水、二酸化炭素からビスホスホネートが生じるとされる。

## ビスホスホネートとの関連
本症と類似した臨床像を示すビスホスホネート系薬剤関連顎骨壊死（BON）は、骨吸収を阻害して骨粗鬆症などの骨疾患や癌の骨転移の治療に汎用されるビスホスホネートの副作用として知られる。英語では「ビスホスホネートによる phossy jaw」という含意で "bis-phossy jaw"と呼ばれることもあり、主に癌治療におけるビスホスホネートの点滴静注に関連するものとされる。ビスホスホネート点滴静注の既往がある患者でのBONの発生率は、経口投与によるものの約1000倍とされる。